# USS Edward McDonnell
L'USS Edward McDonnell (FF-1043) était une frégate de l’US Navy, la troisième de sa classe. Elle a été nommée en l’honneur du récipiendaire de la Medal of Honor, le vice-amiral Edward Orrick McDonnell.

## Historique des services

### Construction et mise en service
La quille de l’USS Edward McDonnell a été posée au chantier naval Avondale à Westwego, en Louisiane, le 1er avril 1963. Il fut lancé par Avondale en janvier 1964 et mis en service le 15 février 1965 au chantier naval de Charleston (Caroline du Sud) sous le numéro DE-1043. Il termina son armement au chantier naval de Norfolk (Virginie) et devint opérationnel le 14 janvier 1966 dans le cadre des forces de lutte anti-sous-marine de la flotte de l'Atlantique de l'US Navy.

### Histoire opérationnelle

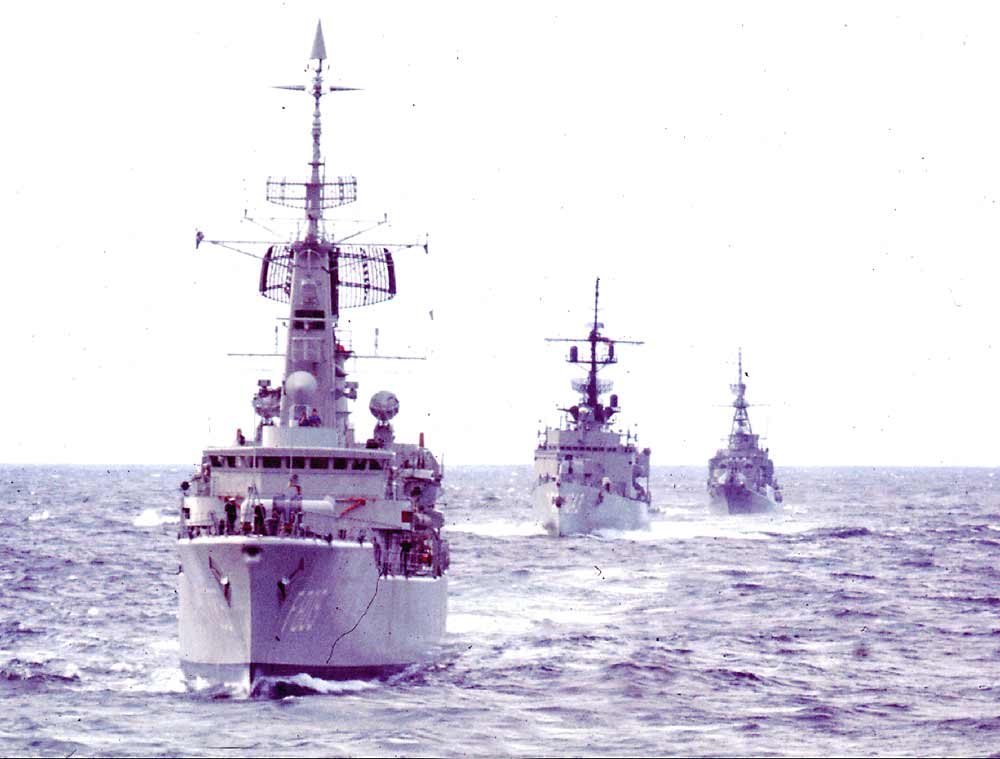
Trois frégates de l’OTAN entrent à Lisbonne, au Portugal, en février 1975 : le HNLMS Van Nes (F805, en tête), l’USS Edward McDonnell et le Lübeck (F224).

En mai 1966, l’USS Edward McDonnell est transféré à l’escadron d’escorte VI (Cortron 6) dont le port d'attache est la base navale de Newport (Rhode Island). En 1966 et 1967, l’USS Edward McDonnell est affecté à des opérations et à des exercices anti-sous-marins dans l’Atlantique et la Méditerranée.
En février 1968, l’USS Edward McDonnell entra au chantier naval de Boston pour une révision de 13 mois. Après son carénage, l’USS Edward McDonnell entreprit un déploiement d’entraînement dans les Caraïbes avant de retourner à Newport en juin 1969.
En 1975, l’USS Edward McDonnell a été affecté à la Force navale permanente de l’Atlantique (STANAVFORLANT) de l'OTAN avec la frégate HNLMS Van Nes (F805) de classe Van Speijk de la Marine royale néerlandaise et la frégate Lübeck (F224) de classe Köln de la marine ouest-allemande.

### Destin
L’USS Edward McDonnell a été désarmé le 30 septembre 1988 et rayé du registre naval le 15 décembre 1992. Il était amarré à l’installation de maintenance des navires inactifs de la marine de Philadelphie en attendant d’être éliminé. Il a été vendu à la ferraille le 25 juillet 1995 et la démolition a été achevée à Philadelphia Naval Shipyard le 21 août 2002. La valeur de la ferraille du navire était de 842 $ la tonne. 

## Distinctions
- Navy Unit Commendation,
- Coast Guard Meritorious Unit Commendation avec étoile
- Navy Expeditionary Medal
- National Defense Service Medal
- Coast Guard Special Operations Service Ribbon avec 2 étoiles